# Zsuzsa Körmöczy
Zsuzsa Körmöczy [ˈʒuʒɒ ˈkørmøtsi] (* 25. August 1924 in Budapest; † 16. September 2006 ebenda) war eine ungarische Tennisspielerin.
Körmöczy begann mit neun Jahren mit dem Tennissport. Der Zweite Weltkrieg behinderte sie in ihrer Laufbahn; wegen ihrer jüdischen Abstammung musste sie untertauchen. Sie gewann acht ungarische Meistertitel im Einzel, 13 im Doppel und Mixed. Körmöczy gewann in Roland Garros (den Französischen Tennismeisterschaften, heute French Open) 1958 das Endspiel gegen die Vorjahressiegerin Shirley Bloomer mit 6:4, 1:6 und 6:2. Es war der erste und bis heute (im Einzel) letzte Grand-Slam-Titel einer Ungarin. Im selben Jahr erreichte sie auch das Semifinale in Wimbledon; sie war zu diesem Zeitpunkt Nummer 2 der Weltrangliste. Sie zog auch 1959 ins Finale von Roland Garros ein, verlor diesmal aber mit 4:6, 5:7 gegen Christine Truman.
Körmöczy wurde 1958 als erste Frau zu Ungarns Sportler des Jahres gewählt. 1964 beendete sie ihre aktive Laufbahn, arbeitete als Trainerin, später als Vereinsvorsitzende für Vasas Budapest und Managerin des nationalen Tennisbundes. Sie wurde 1994 mit dem Verdienstorden der Republik Ungarn geehrt und bekam nach dem Jahr 2000 drei der höchsten ungarischen Sportauszeichnungen. Die Tennisschule von Vasas ist nach ihr benannt.

## Zitate
„Mérnök úr, a lányát szívesen tanítanám akár ingyen is. Biztos vagyok abban, hogy ebből a gyerekből világhírű teniszező lesz.“
Übersetzung: „Herr Ingenieur, gerne würde ich ihre Tochter auch kostenlos unterrichten. Ich bin mir sicher, dass dieses Kind eine berühmte Spitzentennisspielerin wird.“ (Trainer János Zeitler, als er die neunjährige Zsuzsa spielen sah)